# Doberschau-Gaußig
Doberschau-Gaußig (hornolužickosrbsky Dobruša-Huska) je obec v německé spolkové zemi Sasko v zemském okrese Budyšín v Horní Lužici. Má přibližně 4 200 obyvatel.

## Historie
Obec Doberschau je poprvé zmíněna v roce 1223 v hraniční listině Horní Lužice. Jižně od Doberschau se na Sprévě nachází Doberschauerská hradba, která dříve sloužila jako útočiště obyvatel a jako hradiště. Dalo se dobře bránit, protože je na severu ohraničeno strmým a skalnatým údolím Sprévy. Zbytky zdi jsou k vidění dodnes. Podle legendy vedl z hradiště podzemní tunel k bývalému panství v Doberschau. Zda lze hradiště označit jako hrad Trebista, poprvé zmíněný v roce 1007, je sporné. Oslava 1000 let tohoto místa v roce 2007 byla založena na této zmínce.
Během reformace došlo k dlouhodobému sporu o farnost Gaussig. Místo bylo ve vlastnictví katolické katedrální kapituly v Budyšíně, ale kazatelem byl evangelický farář z obce Göda. Ten byl podporován saským kurfiřtem, k jehož území patřila od roku 1559 Göda, nikoli však Gaussig. Protestanti se prosadili v 60. letech 16. století.

## Geografie
Doberschau leží asi 4, Gaußig asi 9 km jihozápadně od velkého okresního města Bautzen na severním okraji Šluknovské pahorkatiny.
Obec sousedí s obcemi Göda a Bautzen na severu, Obergurig na východě, Wilthen na jihovýchodě, Neukirch na jihu a Schmölln-Putzkau a Demitz-Thumitz na západě. Všechny okolní obce jsou součástí zemského okresu Budyšín.

## Správní členění
Obec se dělí na 21 místních částí:
- Arnsdorf (hornolužicky Warnoćicy)
- Brösang (Brězynka)
- Cossern (Kosarnja)
- Diehmen (Demjany)
- Doberschau (Dobruša)
- Drauschkowitz (Družkecy)
- Dretschen (Drječin)
- Gaußig (Huska)
- Gnaschwitz (Hnašecy)
- Golenz (Holca)
- Grubschütz (Hrubjelčicy)
- Günthersdorf (Hunćericy)
- Katschwitz (Kočica)
- Naundorf (Nowa Wjes)
- Neu-Diehmen (Nowe Demjany)
- Neu-Drauschkowitz (Nowe Družkecy)
- Preuschwitz (Přišecy)
- Schlungwitz (Słónkecy)
- Techritz (Ćěchorjecy)
- Weißnaußlitz (Běłe Noslicy)
- Zockau (Cokow)

Kromě částí Naundorf a Cossern jsou všechny místní části součástí oficiální Lužickosrbské oblasti osídlení.

## Osobnosti
- Gert Heidler (* 1948), fotbalista